# Patagioenas picazuro
Patagioenas picazuro е вид птица от семейство Гълъбови (Columbidae). Видът е незастрашен от изчезване.

## Разпространение
Разпространен е в Аржентина, Боливия, Бразилия, Парагвай и Уругвай.